# Драгиња Вушовић
Драгиња Вушовић (Бршно, 1917 — након 1959) била је једна од првих политичких активисткиња у Црној Гори. Политичку каријеру започела је још као борац Пете пролетерске црногорске бригаде, поставши 1942. године чланица Комунистичке Партије Југославије. После рата била је једна од прве три жене посланице у Скупштини Народне републике Црне Горе. Крајем 1949. године била је ухапшена и осуђена на основу оптужбе да је присталица Резолуције Информбироа. Провела је неколико година као кажњеница на Голом отоку.

## Биографија
Драгиња Вушовић рођена је 1917. године у Бршну, насељу у близини Никшића, у породици Видака и Зорке Вушовић. Завршила је Женску занатску школу. Према подацима из списка бораца Пете пролетерске црногорске бригаде, када је приступила НОБ-у Драгиња је била студенткиња.
По избијању Другог светског рата у Југославији Драгиња се придружила Народноослободилачкој борби већ 1941. године. Била је борац 2. чете, 3. батаљона Пете пролетерске црногорске бригаде. Крај рата дочекала је као референт санитета батаљона.
Осим Драгиње у Народноослободилачкој борби, као партизани, учествовали су и њена браћа: Данило, доктор филологије и истакнути лингвиста, Иван, правник, покретач устанка у Источној Србији (погинуо у борбама у околини Ражња), Љубо, потпуковник и професор математике, Јанко (студент права, погинуо на Сутјесци 1943) и Никола (погинуо у борбама око Мојковца 1944). Драгињин брат Лабуд је био професор књижевности. Страдао је у логору Маутхаузен-Гусен, априла 1945. године.
Године 1942. постала је члан Комунистичке партије Југославије (КПЈ). Исте године била је делегат на Првој земаљској конференцији Антифашистичког фронта жена (АФЖ) у Босанском Петровцу, као и на Конференцији Антифашистичког фронта жена Црне Горе у Колашину 1943. године.
На темељу Устава из 1946. године, на првим изборима у Црној Гори, одржаним 3. новембра 1946. године, међу укупно 107 посланика изабране су три посланице у Уставотворну скупштину Народне Републике Црне Горе. Једна од ове прве три посланице, заједно са Лидијом Јовановић и Добрилом Ојданић, била је и Драгиња. Такође је била и чланица Секретаријата Савеза комуниста Комунистичке партије Југославије (СК КПЈ) за Никшић до почетка 1949. године.
Почетком 1949. године била је ухапшена од стране УДБЕ и касније осуђена на основу оптужбе да је присталица Резолуције Информбироа. Две године је провела у затвору у Котору, а затим пребачена у тврђаву Кобила (Форт Кобила) у близини Херцег Новог, где је провела неко време. Поново је враћена у которски затвор и одатле убрзо пребачена, са групом других затвореника, на Голи оток, односно женски затвор на Светом Гргуру, где је провела неколико година. Осим Драгиње, на Голом отоку био је затворен и њен брат Љубо Вушовић.

## Одликовања
Као учесница Народноослободилачке борбе Драгиња Вушовић одликована је Партизанском споменицом 1941. Добила је више одликовања за храброст.

## Дела
Драгиња Вушовић објавила је и две публикације - књигу песама и прилоге за историју породице Вушовић:
- Сузе братског бола. Никшић: Р. Вушовић. 2000. 161251079
- Слобода као судбина : прилози за историју породице Вушовић. Никшић: Р. Вушовић. 2001. 174803975